# Европско првенство у атлетици у дворани 2013 — штафета 4 × 400 метара за мушкарце
Трка штафета на 4 х 400 метара у мушкој конкуренцији на Европском првенству у атлетици 2013. у Гетеборгу одржана је 3. марта.
Титулу освојену 2011. у Паризу, није бранила штафета Француске.
На првенству је учествовало 5 најбоље пласираних мушких штафета у Европи у 2012 години:
- 2:59,53, Уједињено Краљевство — четврта на ЛОИ 2012. у Лондону;
- 3:00,09, Русија — пета на ЛОИ 2012. у Лондону;
- 3:01:09, Белгија — прва на ЕП 2012 у Хелсинкију;
- 3:01:77, Немачка — трећа на ЕП 2012 у Хелсинкију;
- 3:03,37, Пољска — четврта на ЕП 2012 у Хелсинкију;
- 3:11,8, Шведска као домаћин такмичења
- рез. 3:02,72 Чешка — пета на ЕП 2012 у Хелсинкију;

## Рекорди
| Рекорди пре почетка Европског првенства 2013. | Рекорди пре почетка Европског првенства 2013. | Рекорди пре почетка Европског првенства 2013. | Рекорди пре почетка Европског првенства 2013. | Рекорди пре почетка Европског првенства 2013. |
| --------------------------------------------- | --------------------------------------------- | --------------------------------------------- | --------------------------------------------- | --------------------------------------------- |
| Светски рекорд                                | Сједињене Америчке Државе                     | 3:02,83                                       | Маебаши, Јапан                                | 7. март 1999.                                 |
| Европски рекорд                               | Пољска                                        | 3:03,01                                       | Маебаши, Јапан                                | 7. март 1999.                                 |
| Рекорди европских првенстава                  | Пољска                                        | 3:05,50                                       | Беч, Аустрија                                 | 3. март 2002.                                 |
| Најбоље светско време сезоне у дворани        | Тексас универзитет                            | 3:04,18                                       | Фејетвил, САД                                 | 24. фебруар 2013.                             |

## Сатница
| Датум   | Време | Ниво   |
| ------- | ----- | ------ |
| 3. март | 18:45 | Финале |

### Финале
| Место | Стаза | Земља                | Штафета                                                                 | Резултат | Белешка  |
| ----- | ----- | -------------------- | ----------------------------------------------------------------------- | -------- | -------- |
|       | 5     | Уједињено Краљевство | Мајкл Бингам, Ричард Бак, Најџел Лeвин, Ричард Стракан                  | 3:05,78  |          |
|       | 6     | Русија               | Павел Тренихин, Јуриј Трамбовецки, Константин Свечкар, Владимир Краснов | 3:06,96  |          |
|       | 1     | Чешка                | Данијел Немечек, Јосеф Пророк, Петр Лихи, Павел Маслак                  | 3:07,64  |          |
| 4     | 4     | Белгија              | Антоан Жиле, Кевин Борле, Arnaud Ghislain, Tim Rummens                  | 3:07,98  |          |
| 5     | 2     | Шведска              | Феликс Франсоа, Нил де Оливеира, Јохан Висман, Денис Форсман            | 3:09,42  |          |
| -     | 3     | Пољска               | Михал Пјетржак, Рафал Омелко, Лукаш Домагала, Гжегож Собински           | Диск.    | чл.163,2 |